# Długi Marsz 4C
Długi Marsz 4C (także Chang Zheng 4C, CZ-4C, pierwotnie Chang Zheng 4B-2) – chińska rakieta nośna wykorzystywana do startów na niską orbitę okołoziemską. Wywodzi się z rakiety Długi Marsz 4B, jednak różni się od niej większą przestrzenią ładunkową i możliwością restartu silnika 3. stopnia.

CZ-4C

## Starty
1. 26 kwietnia 2006, 22:48 UTC; miejsce startu: kosmodrom Taiyuan (LC-7), Chiny
Ładunek: Yaogan 1; Uwagi: start udany
2. 11 listopada 2007, 22:48 UTC; miejsce startu: kosmodrom Taiyuan (LC-7), Chiny
Ładunek: Yaogan 3; Uwagi: start udany
3. 27 maja 2008, 03:02:33 UTC; miejsce startu: kosmodrom Taiyuan (LC-7), Chiny
Ładunek: Fengyun 3A; Uwagi: start udany
4. 15 grudnia 2009, 02:31:05 UTC; miejsce startu: kosmodrom Taiyuan (LC-9), Chiny
Ładunek: Yaogan 8, Xi Wang 1; Uwagi: start udany
5. 5 marca 2010, 04:55:05 UTC; miejsce startu: kosmodrom Jiuquan (SLS-2), Chiny
Ładunek: Yaogan 9A, Yaogan 9B, Yaogan 9C; Uwagi: start udany
6. 9 sierpnia 2010, 22:49:05 UTC; miejsce startu: kosmodrom Taiyuan (LC-9), Chiny
Ładunek: Yaogan 10; Uwagi: start udany
7. 4 listopada 2010, 18:37:12 UTC; miejsce startu: kosmodrom Taiyuan (LC-9), Chiny
Ładunek: Fengyun 3B; Uwagi: start udany
8. 29 maja 2012, 07:31:05 UTC; miejsce startu: kosmodrom Taiyuan (LC-9), Chiny
Ładunek: Yaogan 15; Uwagi: start udany
9. 25 listopada 2012, 04:06:04 UTC; miejsce startu: kosmodrom Jiuquan (SLS-2), Chiny
Ładunek: Yaogan 16A, Yaogan 16B, Yaogan 16C; Uwagi: start udany
10. 19 lipca 2013, 23:37:56 UTC; miejsce startu: kosmodrom Taiyuan (LC-9), Chiny
Ładunek: Shijian 15, Shiyan 7, CX-3; Uwagi: start udany
11. 1 września 2013, 19:16 UTC; miejsce startu: kosmodrom Jiuquan (SLS-2), Chiny
Ładunek: Yaogan 17A, Yaogan 17B, Yaogan 17C; Uwagi: start udany
12. 23 września 2013, 03:07 UTC; miejsce startu: kosmodrom Taiyuan (LC-9), Chiny
Ładunek: Fengyun 3C; Uwagi: start udany
13. 20 listopada 2013, 03:31 UTC; miejsce startu: kosmodrom Taiyuan (LC-9), Chiny
Ładunek: Yaogan 19; Uwagi: start udany
14. 9 sierpnia 2014, 05:45 UTC; miejsce startu: kosmodrom Jiuquan (SLS-2), Chiny
Ładunek: Yaogan 20A, Yaogan 20B, Yaogan 20C; Uwagi: start udany
15. 20 października 2014, 06:31 UTC; miejsce startu: kosmodrom Taiyuan (LC-9), Chiny
Ładunek: Yaogan 22; Uwagi: start udany
16. 10 grudnia 2014, 19:33 UTC; miejsce startu: kosmodrom Jiuquan (SLS-2), Chiny
Ładunek: Yaogan 25A, Yaogan 25B, Yaogan 25C; Uwagi: start udany
17. 27 sierpnia 2015, 02:31 UTC; miejsce startu: kosmodrom Taiyuan (LC-9), Chiny
Ładunek: Yaogan 27; Uwagi: start udany
18. 26 listopada 2015, 21:24 UTC; miejsce startu: kosmodrom Taiyuan (LC-9), Chiny
Ładunek: Yaogan 29; Uwagi: start udany
19. 9 sierpnia 2016, ? UTC; miejsce startu: kosmodrom Taiyuan (LC-9), Chiny
Ładunek: Gaofen 3; Uwagi: start udany
20. 31 sierpnia 2016, 18:55 UTC; miejsce startu: kosmodrom Taiyuan (LC-9), Chiny
Ładunek: Gaofen 10; Uwagi: start nieudany[1]
21. 14 listopada 2017, 18:10 UTC; miejsce startu: kosmodrom Taiyuan (LC-9), Chiny
Ładunek: Fengyun 3D, Head-1; Uwagi: start udany